# Chuck Stevenson
Charles Stevenson (15 de outubro de 1919 – 21 de agosto de 1995) foi um automobilista norte-americano que esteve em nove 500 Milhas de Indianápolis (cinco quando a prova fazia parte do calendário da Fórmula 1 de 1950 até 1960): 1951-1954, 1960-1961, 1963-1965. Seu melhor resultado nas 500 Milhas de Indianápolis foi o 6º lugar em 1961 